# Listenatka nocenkovitá
Listenatka nocenkovitá (Oxybaphus nyctagineus) je vysoká, vytrvalá, fialově kvetoucí, v české přírodě naturalizovaná rostlina. Pochází z mírné a subtropické Severní Ameriky, z jižních oblastí Kanady, téměř celých Spojených států a Mexika. Tento neofyt je jediný druh z rodu listenatka, který v Česku roste.
Na území dnešní České republiky byla poprvé zaznamenána již v roce 1843, postupně zdomácněla, rozšířila se hlavně do teplých míst na jižní Moravě a je považována za plevel s potenciálem dalšího šíření. Byla také zavlečena do dalších evropských zemí, na Slovensko, Ukrajinu, do Maďarska, Rumunska, Běloruska, Itálie, Ruska i středoasijského Turkmenistánu.
Podle výzkumů některých odborníků je rod listenatka považován za součást rodu nocenka a listenatka nocenkovitá dostala vědecké jméno Mirabilis nyctaginea.

## Ekologie
Roste na sušších a dobře osluněných loukách, vinicích, úhorech, písčitých i štěrkových půdách, stejně jako na rumištích, železničních a silničních náspech, v příkopech okolo silnic i podél starých zdí. Je častá okolo dopravních koridorů, neboť semena bývají šířena s převáženými plodinami nebo substráty. Na kvalitu a úživnost půdy není náročná, potřebuje však teplé stanoviště, které nejspíše nachází v planárním a jen řídce v kolinním stupni.
Listenatka nocenkovitá je samosprašný geofyt kvetoucí od července do září. V české přírodě je rozšířená populace s pouze kleistogamickými květy, jež se vůbec neotvírají a opylení probíhá přímo v neotevřeném květním pupenu (prašník se dotkne blizny).
Pokud se květy otevírají, tak až v podvečerních hodinách a ráno již usychají, na rostlině kvetou postupně a současně narůstají nové. Opylovány jsou včelami a můrami sbírající pyl i nektar ve večerních a nočních hodinách, v americké domovině i kolibříky. Ploidie druhu je 2n = 58.

## Popis
Vytrvalá bylina s jednou až čtyřmi hranatými, v uzlinách zhrubnutými lodyhami vysokými 50 až 100 cm, které vyrůstají z až 1 m dlouhého, široce rozprostřeného kořene. Lodyhy jsou vystoupavé až přímé, v horní části hojně vidličnatě větvené a porostlé vstřícnými listy s řapíky. Čepele mají vejčité až srdčité, asi 7 cm dlouhé a 5 cm široké, na bázi srdčité, na konci špičaté, celokrajné a na líci tmavší než na rubu.
Na rozvětvené lodyze vyrůstají v chlupaté latě pravidelné, oboupohlavné květy sdružené přibližně po třech do svazečku, ve kterém jsou obalené srostlými listeny vytvářející zákrov (někdy považovaný za kalich). Tento světle zelený obal je pětilaločný, široce nálevkovitý, asi 1 cm dlouhý a v čase zraní plodu se společně s nim zvětšuje, dělí a stává se blanitým. Květ má stopku zpočátku vzpřímenou a za plodu převislou. Pětičetné, nerozlišené okvětí je z lístků růžových až purpurových, asi 1 cm dlouhých, které tvoří zvonkovitě se rozšiřující trubku. V květu je tři až pět tyčinek s nitkami o délce okvětní trubky a svrchní, jednopouzdrý semeník, který nese dlouhou čnělku s paličkovitou bliznou čnící nad prašníky.
Plod je šedý nebo rezavohnědý, žebrovaný antokarp obvejčitého až kyjovitého tvaru, 5 mm dlouhý a 2 mm široký, který je vnější stěnou nažky. Obsahuje žlutohnědé semeno 3 mm dlouhé bez endospermu a s moučnatým perispermem, který za vlhka slizovati.

## Rozmnožování
Listenatka nocenkovitá se rozmnožuje kořeny i semeny. Široce rozvětvené kořeny se průběžně rozrůstají a dávají v okolí vyrůstat novým rostlinám. Při obdělávání půdy se lámou a jsou tak roznášeny po celém poli, kde následně ze spících pupenů vyrostou noví jedinci. Ve středoevropských podmínkách občas během zimy zmrznou. Velmi dobře se šíří také semeny, která se díky škrobovitému perispermu za vlhka snadno lepí na srst zvířat nebo na lidi a jejich techniku a bývají takto šířena na velké vzdálenosti.